# Gran Cáucaso
El Gran Cáucaso (en ruso: Большой Кавказ; en azerí: Böyük Qafqaz Dağları Бөјүк Гафгаз), también conocido como Cáucaso Mayor, Cáucaso Grande o Cáucaso Largo es la mayor cordillera de las montañas del Cáucaso.
Se extiende en dirección Este-Oeste a lo largo de 1200 km, desde la península de Tamán, en el mar Negro, hasta la península de Absherón en el mar Caspio; desde el Cáucaso Occidental —declarado patrimonio de la humanidad por la Unesco—, en los alrededores de Sochi (costa noreste del mar Negro) hasta las cercanías de Bakú (mar Caspio).
El Gran Cáucaso tradicionalmente se divide en tres partes:
- Cáucaso Occidental, desde el mar Negro hasta el monte Elbrús.
- Cáucaso Central, desde el monte Elbrús al monte Kazbek
- Cáucaso Oriental, desde el monte Kazbek hasta el mar Caspio.

La frontera entre Rusia y Georgia y Azerbaiyán discurre en gran parte por el Gran Cáucaso. El Camino Militar Georgiano (Garganta de Darial), el Camino Militar Osetio y la Autopista Transcaucásica cruzan esta cordillera por varios pasos de una altitud superior a los 3000 m.

## Descripción
Es el tipo más característico de «cordillera barrera». A lo largo de 1000 km de longitud, desde el meridiano de Sochi hasta 100 km al norte de Bakú, la arista montañosa no se encuentra casi nunca por debajo de los 2000 m de altitud. 
En su parte central, la cordillera forma un altísimo bastión (entre el monte Elbrús, al oeste y el Adai-Joj o Uilpata [4646 m], sin ninguna brecha inferior a los 4000 m). Separado de este bastión por la alta cuenca del Ardón, el macizo del monte Kazbek, al este, sobrepasa los 5000 m. 
El Cáucaso central posee glaciares que se deslizan hacia valles estrechos a la sombra de grandes bosques de coníferas. Está constituido por un núcleo de terrenos cristalinos y metamórficos, precedido al norte y al sur por pliegues coherentes (flysch). Unos vastos macizos volcánicos dominan la cordillera central: el Elbrús aún en actividad durante el cuaternario. Esta actividad eruptiva latente se nota por la aparición de fuentes termales y por la persistencia de cierta movilidad sísmica. Es probable que los movimientos de levantamiento de la cordillera se hallen hasta la época presente. 
Al oeste, el núcleo de rocas antiguas desaparece bajo la cobertura sedimentaria plegada que forma unas cordilleras paralelas muy juntas en la vertiente sur (las altitudes máximas están comprendidas entre los 3000 y los 4000 m). Un espeso manto forestal recubre estas montañas expuestas a los vientos húmedos que soplan del mar Negro. Al este del Kazbek y del paso de Darial, por el cual el río Térek atraviesa la cordillera, la montaña vuelve a tomar su carácter de barrera, pero su altitud media es menos importante que en el Cáucaso central (3000 a 4000 metros, como al oeste). Domina bruscamente al sur la depresión de Kajetia y de Azerbaiyán; pero, en la vertiente norte, en Daguestán, se extiende, por el contrario, en forma de macizos de altas mesetas: es la parte más ancha de la cordillera (hay casi 200 km entre Majachkalá y Kajetia, mientras que en el Cáucaso central no mide más de 100 km de anchura). 
El Cáucaso Occidental y el Cáucaso Oriental, más diferenciados y más cerrados que el Cáucaso central, se ha prestado fácilmente a la formación de comunidades montañesas, muy celosas de su peculiaridad nacional. No obstante, el Cáucaso Central ha observado una viva tradición nacional, la de Osetia.

## Picos
- Monte Elbrús, 5642 m. 43°21′18″N 42°26′21″E / 43.35500, 42.43917 es la montaña más alta de Europa.
- Monte Dij-Tau, 5205 m, 43°3′N 43°8′E / 43.050, 43.133
- Monte Koshtan-Tau, 5151 m, 43°03′00″N 43°12′43″E / 43.05000, 43.21194
- Pico Shotá Rustaveli (Mounte Gistola), 4859 m. 43°03′N 42°59′E / 43.05, 42.99
- Monte Shjara, 5201 m, 43°01′N 43°10′E / 43.01, 43.17
- Monte Kazbek, 5047 m, 42°45′N 44°33′E / 42.75, 44.55
- Monte Tebulosmta, 4493 m, 42°38′N 45°19′E / 42.64, 45.32
- Monte Diklosmta, 4285 m, 42°33′N 45°48′E / 42.55, 45.80
- Monte Bazardüzü, 4466 m, 41°16′N 47°47′E / 41.27, 47.79
- Monte Babadag, 3629 m, 41°03′N 48°17′E / 41.05, 48.29

## Pasos
- Desfiladero de Darial
- Paso de Maruja
- Paso Pereval Klujorskiy (2786 m, 43°16′N 41°48′E / 43.26, 41.80)
- Paso Mamison (2820 m,42°43′N 43°48′E / 42.72, 43.80)
- Paso Ivris Ugheltekhili (2379 m,42°34′N 44°27′E / 42.56, 44.45)
- Paso Dübrar (2209 m,40°58′N 48°38′E / 40.96, 48.63)

## Valles
- Valle de Baksán
- Valle de Donguzorun
- Valle de Yusengi
- Valle de Adylsu
- Valle de Irik
- Valle de Adyrsu
- Valle de Kyrtyk
- Valle de Syltransu